# Ella Vogelaar
Catharina Pieternella Vogelaar, detta Ella (Steenbergen, 23 dicembre 1949 – Utrecht, 7 ottobre 2019), è stata una politica e sindacalista olandese, esponente del Partito del Lavoro e ministro per l'edilizia abitativa, le comunità e l'integrazione nel quarto governo di Jan Peter Balkenende.

## Biografia
Dopo aver studiato alla Rijks Hogere Burger School di Zierikzee ha studiato alla Sociale Academie 'De Horst' di Driebergen, si è successivamente formata in scienze dell'educazione all'Università di Amsterdam. Durante i suoi anni come studente è stata attiva nel Partito Comunista dei Paesi Bassi, poi si unì al Partito del Lavoro (PvdA). Ha lavorato nel campo dell'istruzione e dei sindacati. È stata presidente dell'organizzazione sindacale ABOP (1988-1994) e vicepresidente dell'organizzazione sindacale Federatie Nederlandse Vakbeweging (Confederazione Olandese dell'Industria e dei Datori di Lavoro) (1994-1997). Successivamente è stata project manager nel dipartimento degli affari sociali e dal 2000 ha gestito la propria attività nel settore della consulenza.
Nel febbraio 2007, su raccomandazione del PvdA, ha assunto la carica di ministro per l'edilizia abitativa, le comunità e l'integrazione nel quarto governo di Jan Peter Balkenende. È stata criticata, tra gli altri per scarse prestazioni nei media, a causa della quale ha perso il sostegno del suo partito. Nel novembre 2008 si è dimessa. È tornata quindi alla professione di consulente.
Il 7 ottobre 2019 è deceduta all'età di 69 anni. Si è suicidata dopo aver lottato con la depressione.